# Sparone
Sparone es una localidad y comune italiana de la provincia de Turín, región de Piamonte, con 1.174 habitantes.

## Evolución demográfica
| Gráfica de evolución demográfica de Sparone entre 1861 y 2011 |
|                                                               |
| Fuente ISTAT - elaboración gráfica de Wikipedia               |